# 純平 (犬)
純平（じゅんぺい、1996年1月頃 - 2010年2月25日）は、1996年3月に栃木県小山市の公園で保護された雑種のオス犬である。保護された当時、この犬は両目などが瞬間接着剤でふさがれていた。

## 生涯
1996年3月、栃木県小山市の公園でジョギング中だった英語講師の男性が、生後2ヶ月ほどのオスの仔犬が捨てられているのを見つけた。講師は目が開かない仔犬を家に連れて帰った。講師の住んでいる家の家主が子犬を預かって様子を見ると、両目などが瞬間接着剤でふさがれた状態であると判明した。接着剤は仔犬の目のほかにも尿道口をふさいだ状態になっていた上、おなかや脚の付け根にまで付着していた。
翌朝、仔犬は動物病院に連れて行かれて治療を受けた。治療の甲斐があって仔犬の目には異常がなかった。黒い毛色で丸々とした仔犬には「クマ」という仮の名前がつけられ、里親を探すことになった。
「クマ」についての記事が全国紙の夕刊に載った後、里親の募集には全国から問い合わせが寄せられた。その中に東京都新宿区にある救世軍の福祉施設「新光館」の入所者からの手紙があった。その手紙には、「みんなで責任を持って育てます」の言葉とともに、すでに廃材で犬小屋を作り始めている旨の記述があった。
「クマ」は新光館に迎えられ、「くまの純平」という名前を改めてつけてもらった。純平は人懐っこくておとなしい性格の犬で、入所者や職員の他、地域の人たちにも愛された。
純平は新光館で平穏な生活を送っていたが、2009年末から食欲が減退して「がん」の診断を受けた。2月24日に散歩から戻った後に具合が悪くなり、翌日夜に息を引き取った。2月26日、都内の動物霊園に葬られた。

## 図書
- 関朝之『目をふさがれた犬純平』ハート出版（2001年3月）
- 関朝之 作 日高康志 画 えほん めをふさがれたいぬ じゅんぺい ハート出版（2002年6月）
- 関朝之 作 nanako 画 新装改訂版 瞬間接着剤で目をふさがれた犬純平 ハート出版（2017年6月）